# Florinas
Florinas (sardiska: Fiolinas) är en kommun i Sassari på Sardinien, Italien. Kommunen ligger c:a 160 km norr om Cagliari och c:a 14 km sydöst om Sassari. Kommunen hade 1 507 invånare (2017).
Florinas gränsar till följande kommuner: Banari, Cargeghe, Codrongianos, Ittiri, Ossi och Siligo.